# 北霍姆斯特德鎮區
北霍姆斯特德鎮區（英語：North Homestead Township）為位在美國堪薩斯州巴頓縣的鎮區。2010年美国人口普查中該鎮區人口有111人。

## 地理
北霍姆斯特德鎮區涵蓋面積92.4平方（35.7平方英里），霍伊辛頓坐落於此鎮區南邊，與南霍姆斯特德鎮區相鄰。

## 人口統計
根據2010年美國人口普查，北霍姆斯特德鎮區人口有111人，人口密度為1.2人/平方公里。種族方面，100%為白人；0%為非裔美洲人；0%為美洲原住民；0%為亞洲人；0%為太平洋島民；0%為其他種族；另外有0%為兩個或以上的種族。而西班牙裔美國人或拉丁美洲人佔該鎮區人口的0.9%。

## 外部連結
- USGS Geographic Names Information System (GNIS)（页面存档备份，存于）
- US-Counties.com
- City-Data.com（页面存档备份，存于）